# 726 v. Chr.
Portal Geschichte | Portal Biografien | Aktuelle Ereignisse | Jahreskalender | Tagesartikel

◄ |
9. Jahrhundert v. Chr. |
8. Jahrhundert v. Chr. |
7. Jahrhundert v. Chr. |
►

◄ | 740er v. Chr. | 730er v. Chr. | 720er v. Chr. | 710er v. Chr. |
700er v. Chr. |
►

◄◄ | ◄ | 729 v. Chr. | 728 v. Chr. | 727 v. Chr. | 726 v. Chr. |
725 v. Chr. |
724 v. Chr. |
723 v. Chr. |
► |
►►

## Ereignisse

### Politik
- In seinem 18. Regierungsjahr (727 bis 726 v. Chr.) stirbt der assyrische und babylonische König Tiglat-Pileser III. Mitte des Monats Tebetu (Januar).
- Akzessionsjahr des assyrischen und babylonischen Königs Salmanassar V., der am 19. Januar[1] (25. Tebetu: 18.–19. Januar[1]) den Thron besteigt.

### Wissenschaft und Technik
- 1. Regierungsjahr des assyrischen und babylonischen Königs Salmanassar V. (726 bis 725 v. Chr.): Im babylonischen Kalender fällt das babylonische Neujahr des 1. Nisannu auf den 25.–26. März[1]; der Vollmond im Nisannu auf den 5.–6. April[1] und der 1. Tašritu auf den 16.–17. September.[1][2]